# Emsland GmbH
Die Emsland GmbH bestand von 1951 bis 1989. Ihre Aufgaben waren die Planung, Koordinierung und Finanzierung der regionalen Erschließung des Emslandes, die Urbarmachung der Ödlande, insbesondere der Moore, der Ausbau der anfangs noch kaum vorhandenen Infrastruktur und die Ansiedlung von Industriebetrieben.

## Geschichte
Die Emsland GmbH wurde am 7. März 1951 in der Rechtsform einer Gesellschaft mit beschränkter Haftung gegründet. Die Gesellschafter waren die Bundesrepublik Deutschland, das Land Niedersachsen und folgende acht damalige Kreise: Aschendorf-Hümmling, Lingen, Meppen, Grafschaft Bentheim, Leer, Cloppenburg, Vechta und Bersenbrück. Für die Umsetzung der Ziele wurde von der Bundesregierung ein Emslandplan aufgestellt.
Die gesamten Erschließungsmaßnahmen waren ursprünglich auf einen Zeitraum von zehn Jahren angelegt. Tatsächlich dauerten die Maßnahmen aber fast vierzig Jahre lang. 1989 wurde die Emsland GmbH abgewickelt.

## Geschäftsführer
Die Geschäftsführer der Emsland GmbH waren:
- Johann Dietrich Lauenstein (von 1951 bis 1963)
- Georg Sperl (von 1963 bis 1971)
- Gerhard Hugenberg (von 1971 bis 1989)[2]

Stellvertretender Aufsichtsratsvorsitzender der Emsland GmbH war Hanns Deetjen, bis 1944 Presseadjutant (Referent für Öffentlichkeitsarbeit) von Walther Darré und von 1955 bis 1965 Staatssekretär im Niedersächsischen Agrarministerium.